# Rallye de Côte d'Ivoire 1987
Le Rallye de Côte d'Ivoire 1987 (19e Rallye Côte d'Ivoire), disputé du 22 au 26 septembre 1987, est la cent-soixantième-et-onzième manche du championnat du monde des rallyes (WRC) courue depuis 1973, et la onzième manche du championnat du monde des conducteurs de rallye 1987.

## Classement général
| Pos | No | Pilote            | Copilote                  | Voiture                  | Pénalisations    | Écart              | Groupe |
| --- | -- | ----------------- | ------------------------- | ------------------------ | ---------------- | ------------------ | ------ |
| 1   | 4  | Kenneth Eriksson  | Peter Diekmann            | Volkswagen Golf GTI 16V  | 48 min 57 s      |                    | A      |
| 2   | 10 | Shekhar Mehta     | Rob Combes                | Nissan 200SX             | 1 h 09 min 18 s  | + 20 min 21 s      | A      |
| 3   | 2  | Erwin Weber       | Matthias Feltz            | Volkswagen Golf GTI 16V  | 2 h 05 min 56 s  | + 1 h 16 min 59 s  | A      |
| 4   | 17 | Patrick Tauziac   | Claude Papin              | Mitsubishi Starion Turbo | 5 h 38 min 53 s  | + 4 h 49 min 56 s  | A      |
| 5   | 18 | Patrick Copetti   | Jean-Michel Dionneau      | Toyota Corolla GT        | 6 h 53 min 38 s  | + 6 h 04 min 41 s  | A      |
| 6   | 14 | Adolphe Choteau   | Jean-Pierre Van de Wauwer | Toyota Corolla GT        | 7 h 57 min 16 s  | + 7 h 08 min 19 s  | A      |
| 7   | 11 | Martial Yacé      | Jean-Paul Yacé            | Mitsubishi Starion Turbo | 11 h 01 min 43 s | + 10 h 12 min 46 s | A      |
| 8   | 16 | Alessandro Molino | Nicola Albanese           | Lancia Delta HF 4WD      | 15 h 21 min 19 s | + 14 h 32 min 22 s | A      |
| 9   | 19 | Fredric Donner    | Cedric Wrede              | Subaru RX Turbo          | 15 h 35 min 39 s | + 14 h 46 min 42 s | N      |
| 10  | 34 | Lambert Kouame    | Koffi Kouame              | Toyota Celica GT         | 21 h 43 min 04 s | + 20 h 54 min 07 s | A      |